# Ragade anale
La ragade anale è un'ulcerazione lineare dell'ano, talvolta unica e solitaria, situata prevalentemente sulla linea mediana posteriore. Lunga alcuni millimetri, è situata al confine tra la linea pettinata e la cute dell'anoderma. La sua presenza causa dolorosi spasmi dello sfintere anale.

## Epidemiologia
Non vi è un'età specifica di insorgenza. Ragadi e fissurazioni sono relativamente comuni nei neonati. L'età di maggiore incidenza è tuttavia quella giovanile ed adulta. L'incidenza è sostanzialmente sovrapponibile nei due sessi.

## Cause
La comparsa della ragade anale è solitamente dovuta alla stitichezza e/o diarrea che si prolungano nel tempo. Spesso l'evento scatenante è rappresentato dal passaggio nel canale anale di una grande quantità di feci o di feci particolarmente dure (ad esempio dei fecalomi).
Nei casi di stitichezza le feci sostano nell'intestino più del normale, si induriscono e al momento della defecazione, nel fuoriuscire causano un piccolo trauma alla parete anale. Il susseguirsi di questi eventi porta alla formazione della ragade. Gioca un ruolo essenziale nella patologia della ragade, l'ipertono dello sfintere interno, che causa, con ogni probabilità, una "micro-ischemia" localizzata che rallenta, e talvolta impedisce, la corretta rimarginazione dell'ulcerazione. La perdita di elasticità del canale anale secondaria a precedenti interventi di chirurgia anale può rappresentare un fattore predisponente.

## Sede
La linea mediana posteriore è interessata in circa il 98% dei maschi e nel 90% delle femmine. Ragadi e fissurazioni in altra sede devono far pensare ad altri disturbi sottostanti, come ad esempio la malattia di Crohn.

## Sintomi e segni
Il sintomo caratteristico della presenza di ragade anale è il dolore. Il dolore è il sintomo di presentazione più frequente, parossistico e urente. Viene spesso descritto dal paziente come tremendo e lacerante. Compare caratteristicamente a ogni defecazione e tende a durare da alcuni minuti fino a diverse ore dopo l'evacuazione. Talvolta tende ad associarsi il prurito in regione anale. Alcuni pazienti riferiscono in corso di evacuazione la perdita di qualche goccia di sangue, generalmente di colore rosso vivo. In rari casi si può verificare una vera e propria rettorragia. 
In molti casi vi è associazione con la presenza di fistola, ascesso perirettale o patologia emorroidaria. Non sono state riconosciute cause di familiarità o predisposizione.

## Diagnosi
La presenza di dolore con le caratteristiche sopra indicate deve determinare il sospetto di ragadi e fissurazioni anali. Si procede innanzitutto con l'ispezione visiva della regione a cui segue l'esplorazione digitale rettale, che è generalmente indicata in tutti i pazienti. Le ragadi sono estremamente sensibili e l'esplorazione deve essere oltremodo gentile. Ciò nonostante molti pazienti non potranno tollerare l'esame se non preventivamente trattati con l'applicazione di un anestetico locale. L'anoscopia e una successiva sigmoidoscopia completano gli accertamenti diagnostici. Durante l'anoscopia bisogna porre grande attenzione alla ricerca di emorroidi interne, tragitti fistoli o eventuali aree sospette per lesioni neoplastiche.
Tutti i pazienti studiati per lesioni anorettali dovrebbero essere sottoposti in una fase successiva a proctosigmoidoscopia e/o colonscopia per poter escludere polipi, neoplasie o malattie infiammatorie croniche intestinali. Questa raccomandazione diviene particolarmente stringente per gli individui di età superiore ai 40 anni.

## Diagnosi differenziale
- Emorroidi
- Fistole ano-rettali
- Stenosi anale
- Prolasso rettale
- Proctite
- Malattia di Crohn ano-rettale

## Trattamento
In circa il 45% dei casi la ragade si rimargina da sola, senza grossi problemi e generalmente entro 8 settimane, semplicemente con un trattamento conservativo che ricorra a un semicupio tiepido (un bagno effettuato in una apposita vasca, definita anch'essa semicupio, che permette al paziente di bagnare solo la regione anale), o a supposte emollienti. È inoltre molto importante cercare di ridurre al minimo lo sforzo della defecazione: per tale motivo si può ricorrere a blandi lassativi per ridurre la consistenza delle feci, o in alternativa ad agenti che aumentano la massa fecale al fine di facilitare l'evacuazione.
È possibile ricorrere all'applicazione locale di nitrato d'argento per aumentare il tessuto di granulazione e accelerare il processo rigenerativo.
L'applicazione locale di farmaci per rilassare il muscolo dello sfintere, permettendo così che il processo di guarigione proceda senza problemi fu proposto per la prima volta nel 1994 con applicazione di unguento di nitroglicerina, e quindi calcio antagonisti nel 1999 con unguento di nifedipina, e l'anno seguente con diltiazem per uso topico.
Al giorno d'oggi sono numerose le preparazioni di marca disponibili nei vari paesi. Ad esempio unguento di nitroglicerina per uso topico (Rectogesic (Rectiv) 0,2% in Australia e 0,4% nel Regno Unito e negli Stati Uniti), pomata di nifedipina topica 0,3% con lidocaina 1,5% (Antrolin in Italia da aprile 2004) e diltiazem 2% (Anoheal nel Regno Unito). Un comune effetto collaterale dell'unguento di nitroglicerina è la comparsa di mal di testa, causato dall'assorbimento sistemico del farmaco, il che tende a limitarne l'accettabilità da parte del paziente.
Come misure palliative è possibile ricorrere ad adatti antidolorifici orali (ad esempio FANS come diclofenac o ibuprofene), supposte, oppure pomate e creme per applicazione locale. Queste ultime, spesso a base di antinfiammatori non steroidei, non dovrebbero contenere bufexamac perché questa sostanza causa spesso dermatite da contatto, motivo per cui nel 2010 la Agenzia europea del farmaco ne ha consigliato il ritiro dal commercio.
Un trattamento combinato farmacologico e chirurgico, generalmente eseguito da chirurghi colorettali, consiste nell'iniezione diretta della tossina botulinica (Botox) nello sfintere anale per determinarne il rilassamento. 
Questo trattamento è stato studiato per la prima volta nel 1993. Si deve rilevare che, in molti casi, i pazienti sottoposti a iniezione di Botox alla fine hanno dovuto scegliere un'altra cura, in quanto le iniezioni tendono a divenire sempre meno efficaci. Un altro limite di questo trattamento, pur sempre una cura parziale, è rappresentato dai costi molto elevati e interamente a carico del paziente. 
La sfinterotomia laterale rappresenta a oggi il gold standard per la cura di questa afflizione. La combinazione delle varie terapie mediche può determinare percentuali di guarigione che arrivano al 98%.

### Chirurgia
Le procedure chirurgiche sono generalmente riservate a quei soggetti con ragade anale che hanno tentato una terapia medica per almeno 1-3 mesi e non sono guariti. Non si tratta perciò quasi mai della prima opzione nel trattamento.
La principale preoccupazione con la chirurgia è il possibile sviluppo di incontinenza anale. L'incontinenza anale può comprendere incapacità di controllo dei gas, tendenza a fuoriuscita di una minima quantità di feci nel corso della giornata, o perdita più cospicua di feci solide. Un certo grado di incontinenza può manifestarsi in circa il 45 per cento dei pazienti nel periodo del recupero dall'intervento chirurgico. Tuttavia, l'incontinenza è raramente permanente ed è solitamente lieve. Il rischio deve essere discusso con il chirurgo.
Il trattamento chirurgico, in anestesia generale, può essere di dilatazione del tratto anale (intervento secondo Lord) oppure di sfinterotomia laterale in cui si incide il muscolo sfintere anale interno. Entrambe le operazioni mirano a ridurre gli spasmi dello sfintere e quindi a ripristinare la normale circolazione di sangue verso la mucosa anale. Gli interventi chirurgici comportano un'anestesia generale e possono associarsi a una sindrome dolorosa che perdura per un certo periodo dopo l'intervento. L'intervento secondo Lord in una piccola percentuale di casi può essere associato a incontinenza anale, anche per questo la sfinterotomia è l'operazione di scelta.

### Sfinterotomia laterale interna
La sfinterotomia laterale interna (LIS) è la procedura chirurgica di scelta per le ragadi anali grazie alla sua semplicità e alla sua percentuale di successo (~95%). In questa procedura lo sfintere anale interno è parzialmente diviso per ridurre lo spasmo e quindi migliorare l'afflusso di sangue alla zona perianale. Questo miglioramento nell'apporto ematico aiuta a guarire la fissurazione; si ritiene che anche un certo indebolimento dello sfintere sia auspicabile per ridurre il rischio di recidiva. La procedura è generalmente eseguita come un intervento di "day surgery" (un programma di cura che permette di eseguire un intervento chirurgico in una sola giornata senza bisogno di pernottamento in ospedale) dopo che il paziente è stato posto in anestesia generale. Il dolore legato alla sfinterotomia è solitamente lieve ed è spesso inferiore al dolore causato dalla stessa ragade. I pazienti spesso ritornano alla loro normale attività entro una settimana.
La sfinterotomia laterale interna, tuttavia, ha un certo numero di potenziali effetti collaterali, dalla difficoltà di guarigione della ferita chirurgica alla tendenza a flatulenza e lieve incontinenza fecale (alcune indagini dei risultati chirurgici indicano tassi di incontinenza fino al 36%).

### Dilatazione anale
La dilatazione anale, o stiramento del canale anale (operazione secondo Lord) è divenuto un intervento sempre meno praticato negli ultimi anni, principalmente a causa dell'alto tasso post intervento di incontinenza fecale. Inoltre, lo stiramento del canale anale può aumentare il tasso di flatulenza. Nei primi anni 1990, tuttavia, un nuovo metodo di dilatazione anale, facilmente eseguibile e ripetibile, si è rivelato molto efficace e ha mostrato un'incidenza molto bassa di effetti collaterali. Un recente studio controllato e randomizzato ha dimostrato che vi è poca differenza nel tasso di guarigione e nelle complicanze tra questo nuovo metodo di dilatazione anale e la sfinterotomia laterale interna. Questo dato è stato confermato da un ulteriore studio che ha dimostrato ancora alte percentuali di successo e bassa incidenza di effetti collaterali con la dilatazione anale.

## Follow-up
Le ragadi anali possono essere autolimitanti. Qualora divengano un problema cronico possono richiedere continui interventi terapeutici. In questo caso il paziente deve essere informato del fatto che si deve ripresentare dal medico ogni qual volta si verifichi una recidiva. In questi pazienti che spesso si caratterizzano per sanguinamento intestinale si può correre il rischio di misconoscere una patologia del colon. Per tale motivo è bene che essi eseguano periodicamente un clisma opaco. In ogni visita va posto l'accento sull'opportunità di modificare le abitudini dietetiche e intestinali per minimizzare il rischio di recidive.